# Burgruine Grünstein
Grünstein ist eine Burgruine im Gemeindeteil Grünstein von Gefrees im Landkreis Bayreuth in Oberfranken.

## Geografische Lage
Die Ruine der Spornburg befindet sich auf einem niedrigen Bergsporn am Fuße des Putzenbergs, in der Flur Schlossberg, Gemarkung Grünstein, auf etwa 595 m ü. NN, am nordöstlichen Ortsrand von Grünstein. Der Bergsporn wird parallel von Mühlbach und Lübnitzbach umflossen.

## Geschichte
Erstmals erwähnt wurde die Burg in einer Urkunde vom 11. Mai 1361. Mit dieser Öffnungsurkunde erlaubte Burggraf Friedrich den Hirschbergern Hans und Arnold die Errichtung einer Burg „auf dem Stein, genannt der Grünstein bei Putzenreuth“. Die Hirschberger verlagerten damit ihren Sitz weg von der Ruine Hirschstein. Die heutige Wüstung Putzenreuth lag etwa 800 Meter südöstlich der Burg und wurde erstmals 1317/32 im Hennebergischen Lehensverzeichnis erwähnt.

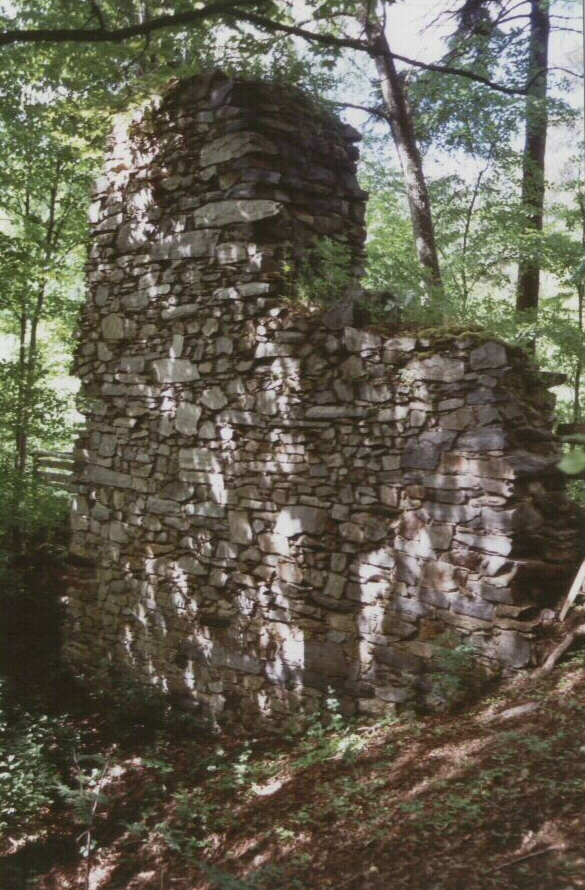
Mauerrest der Ruine Grünstein

Grünstein lässt sich als eigenständiges Rittergut erstmals in der ersten Hälfte des 15. Jahrhunderts nachweisen. Entsprechend einem kaiserlichen Lehenbrief aus dem Jahr 1437 war die Burg reichslehenbar. Seit 1447 hatte Grünstein allerdings den Status eines dem Hochstift Bamberg lehenbaren Ritterguts. Belehnungen an die Herren von Hirschberg durch die Bamberger Bischöfe sind von 1447 bis 1557 beurkundet. 1447 war die Rede von „Hans von Hirschberg zu der Weißenstadt“.
1580 verkauften die Hirschberger das Rittergut an die Familie von Wallenrod. Erster Besitzer war Hans Ernst von Wallenrode, Amtmann von Streitberg. 1654 endete die Belehnung an die Wallenroder. In dieser Zeit muss auch der Verfall der Burg eingesetzt haben. Im Steuerkataster von 1733 heißt es: „…wo ehedessen ein Schloß stand…“.

## Politische Situation
Die Burg lag im Spannungsfeld zwischen den Bamberger Bischöfen und den Nürnberger Burggrafen. Der Bau von Grünstein entsprach der Expansionspolitik der Nürnberger Burggrafen in der Region und bildete einen Gegenpol zu den Bestrebungen der Bamberger Bischöfe. Die bambergischen Anlagen in Stein und Wasserknoden liegen in direkter Nachbarschaft. Die Abgrenzung des Einflusses der Bischöfe und der Burggrafen in der Region war lange strittig und wurde erst 1538 im Forchheimer Vertrag geregelt. Trotz des Öffnungsrechtes übten die Bamberger Bischöfe während des 14. Jahrhunderts Einfluss auf Grünstein aus. Das vormalige Henneberger Lehen ging auf die Bischöfe über.

## Aussehen
Auf der Zugangsseite des verhältnismäßig kleinen Burgareals befinden sich Reste von Grabenanlagen. Zu Zeiten Johann Christoph Stierleins, der 1795 eine erste topografische Vermessung vornahm und diese mit einem Aquarell illustrierte, war an der Spitze des Sporns noch ein quadratisches zweigeschossiges Hauptgebäude erhalten. Die Erhöhung in der Mitte der Anlage weist auf ein anderes größeres Gebäude oder einen Turm hin. Sichtbar sind außerdem noch Spuren von Gräben und Außenmauern. Karten der Uraufnahme von 1852 belegen den weiteren Verfall vor allem des Hauptgebäudes, von dem zu diesem Zeitpunkt noch zwei Außenmauern vorhanden waren. Heute sind lediglich ein Mauerrest von etwa drei Meter Höhe und ein angrenzender Keller vorhanden.

## Bodendenkmal
Das Bayerische Landesamt für Denkmalpflege hat den Burgstall in der bayerischen Denkmalliste unter der Nummer D-4-5936-0060 als Bodendenkmal registriert. Die dazugehörige Ortswüstung Putzenreuth ist unter der Nummer D-4-5936-0083 vermerkt.